# Neferkare Nebi
Neferkare Nebi (Neferkare III.) byl egyptský faraon z 8. dynastie během prvního přechodného období. Zmínky o něm pocházejí z abydoského seznamu králů, na turínském královském papyru však chybí. Další zmínky o něm pocházejí z hrobky manželky faraona Pepiho I. a Merenra I. Anchesenpepi II. Je pravděpodobné, že Neferkare Nebi je synem Anchesenpepi II. a Merenra I. Neferkare Nebi započal stavbu své pyramidy v Sakkáře, kterou však nedokončil a dnes po ní nezůstaly žádné stopy.